# Château de la Rolphie
Le château de la Rolphie est situé à Coulounieix-Chamiers, en France.

## Localisation
Le château est situé sur le territoire de la commune de Coulounieix-Chamiers dans le département de la Dordogne, en région Nouvelle-Aquitaine.

## Description
Le château de la Rolphie fut détruit pendant les guerres anglaises, il fut remplacé au début du XVIe siècle par un manoir comprenant un corps de logis à deux tourelles d'angle en encorbellement, et une galerie de pilastres moulurés, réunis par plate bande, ayant accolé un pavillon carré à usage de chapelle. La chapelle est ornée de douze colonnes corinthiennes.

## Historique
Le château est classé au titre des monuments historiques par arrêté du 16 décembre 1947.

## Galerie

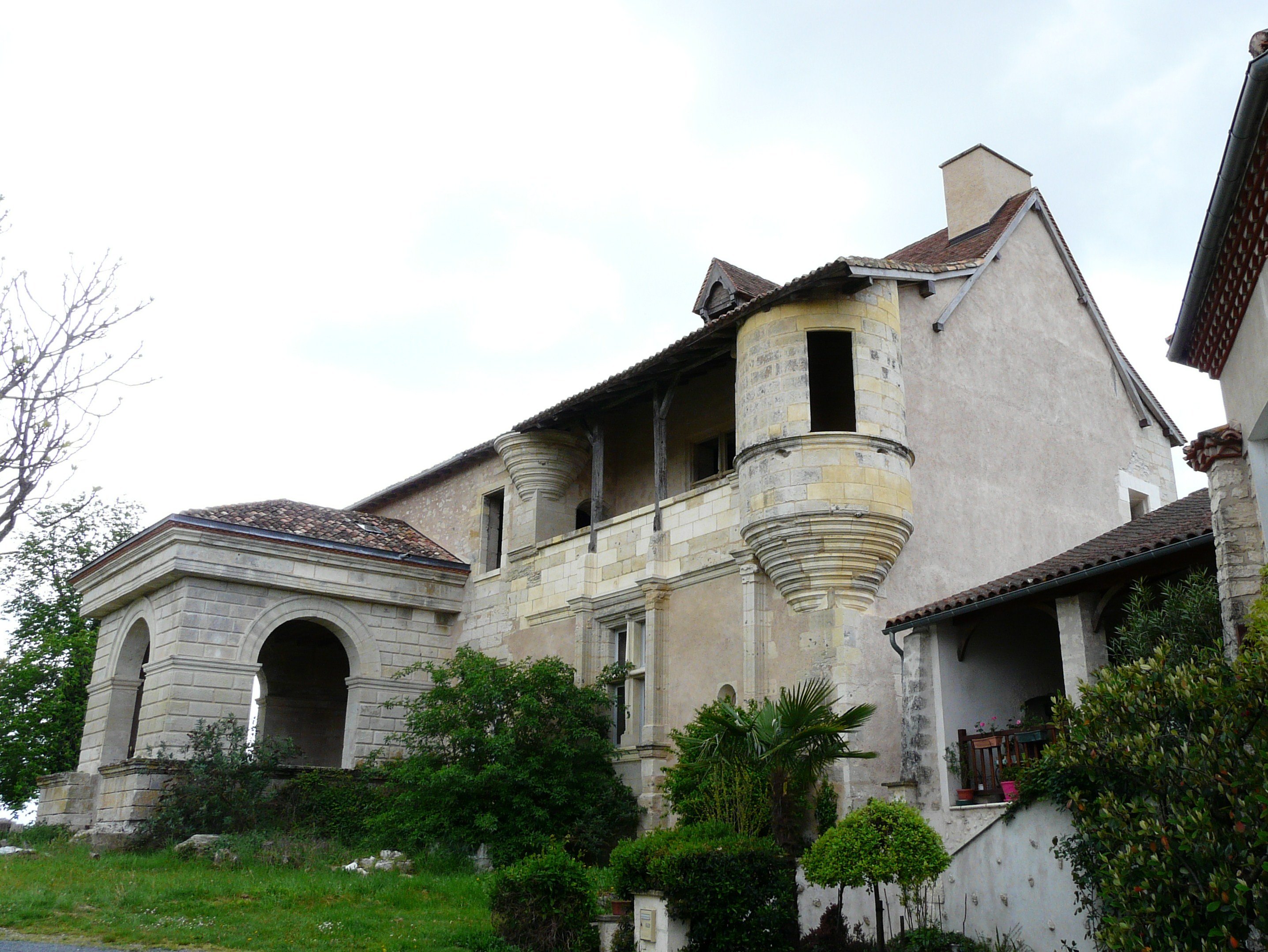
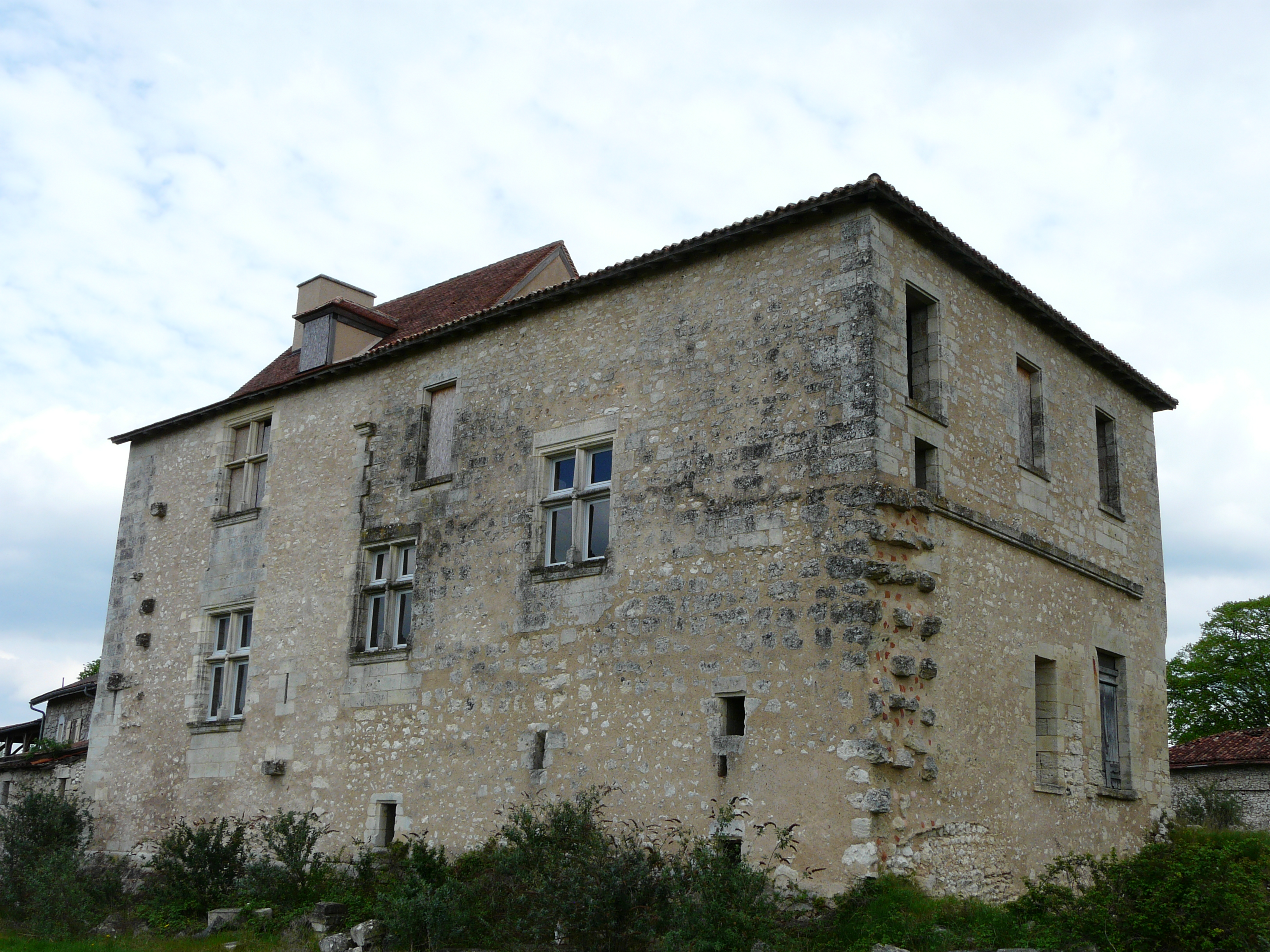
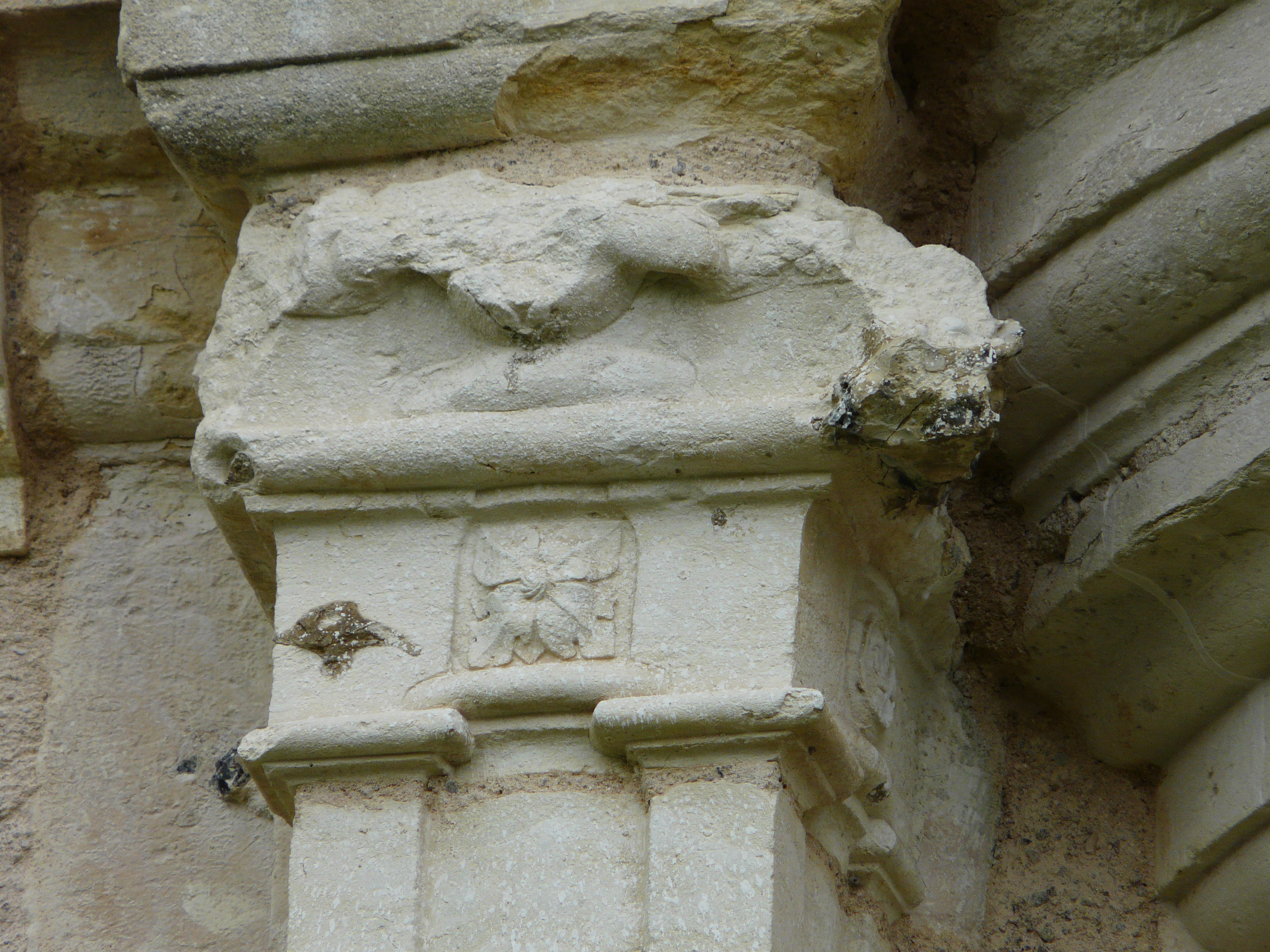
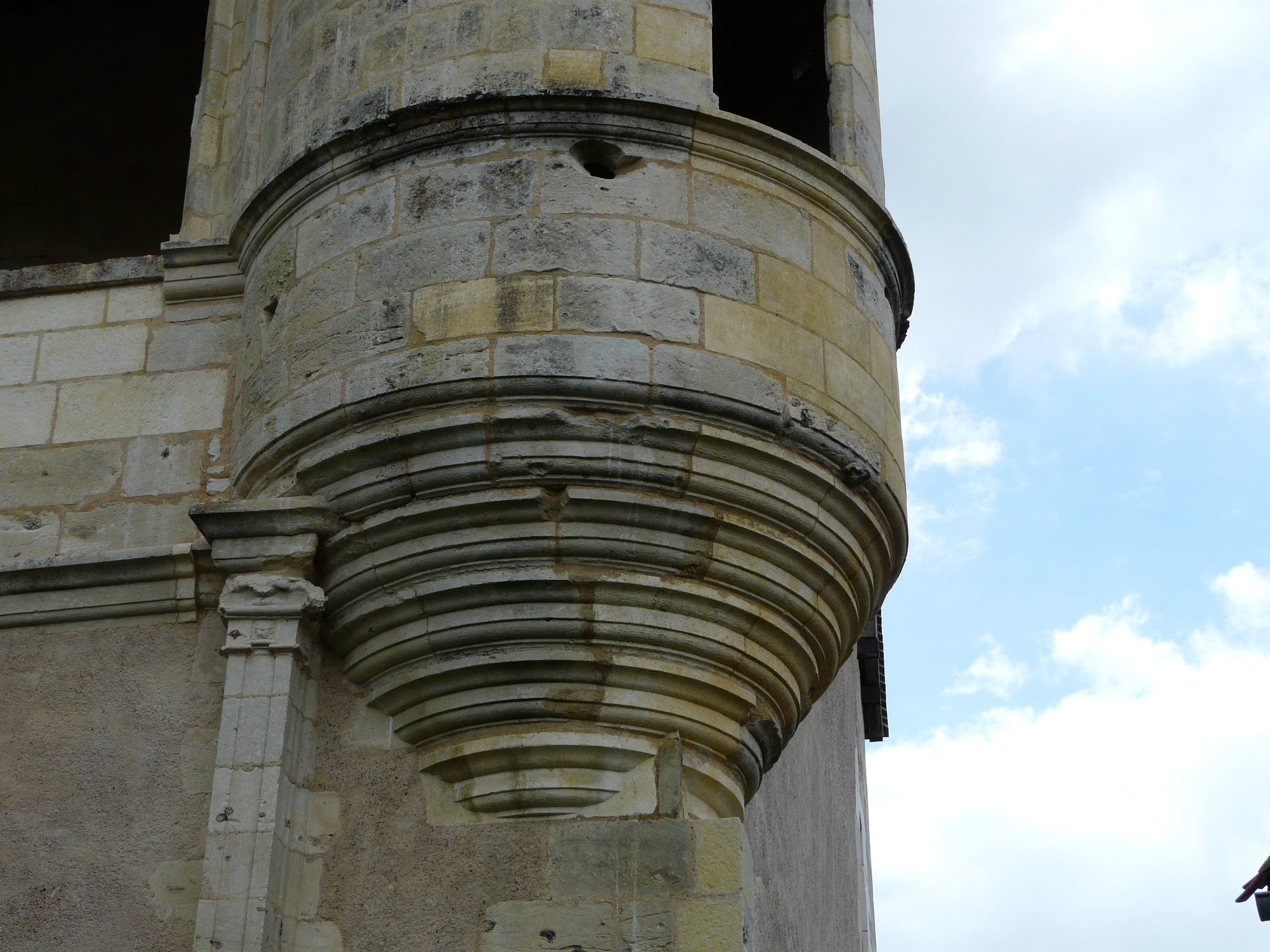
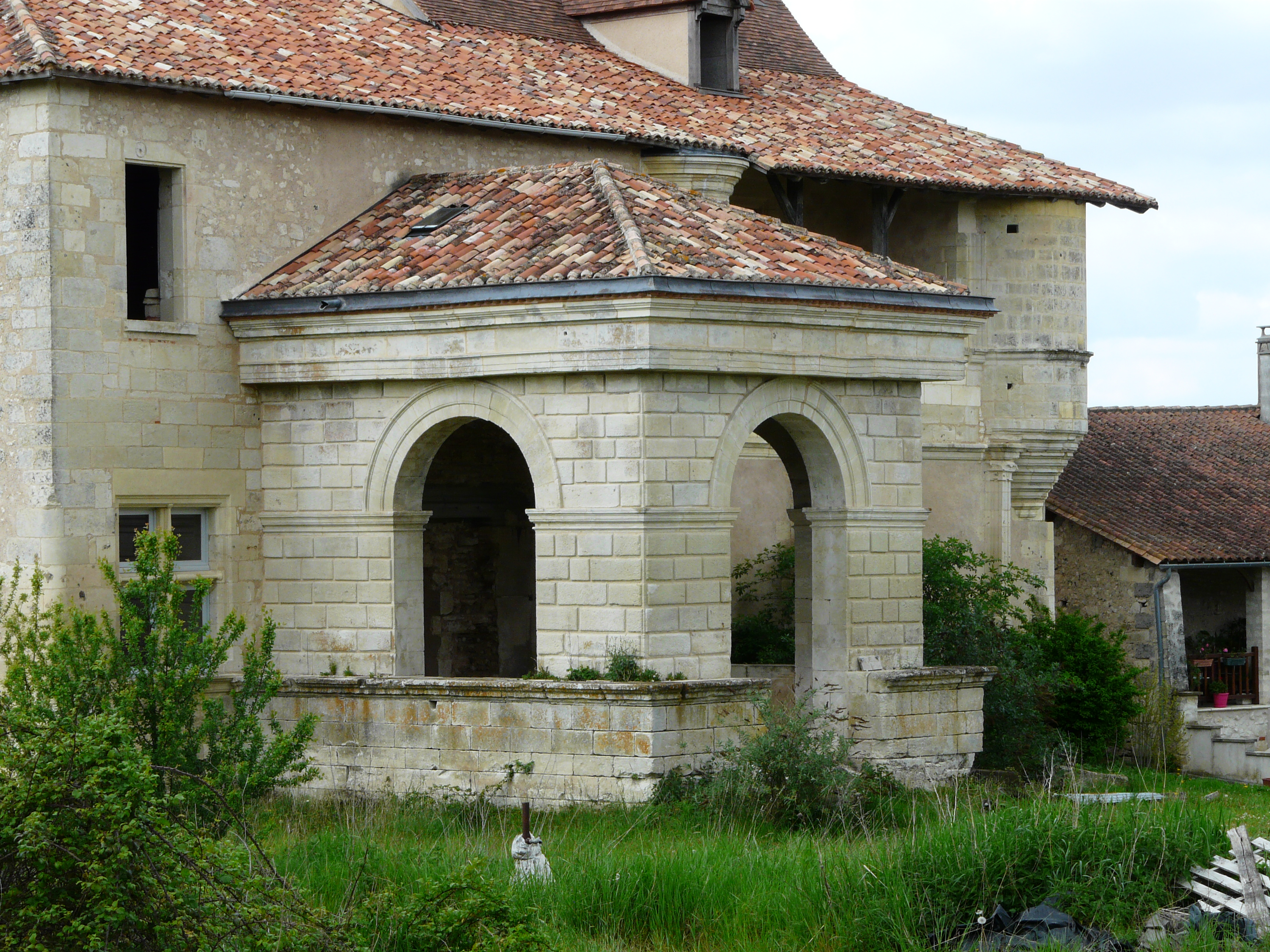